# Ураліди (геологічні осади)
Ураліди (рос. уралиды, англ. uralids, нім. Uralide n pl) — комплекс відкладів в межах Уралу, складені переважно вулканогенними та вулканогенно-осадовими породами з віком від ордовика до середнього карбону включно. Цей комплекс уралід у зоні Східного схилу Уралу розпадається на дві частини: нижню, складену породами офіолітового комплексу, та верхню, представлену вулканічними породами вапняно-лужної серії.